# 野添義弘
野添 義弘（のぞえ よしひろ、1958年7月3日 - ）は、日本の俳優。劇団スーパー・エキセントリック・シアター所属。

## 経歴
大阪府出身。大阪電気通信大学高等学校卒業。
高等学校卒業から短期大学入学までの間のアルバイトとしてスーツアクターを経験しており、「演じる」ことに興味を持つ。短期大学を辞めてアルバイト先会社の社員となった。展開の決まったヒーローショーに飽きながらも、オリジナリティーを加えていくうちに「演じること」を仕事にしたいと考える。
漠然と東京へ行くことを考え、イベントの共演で仲良くなった川島なお美を通じて川島の所属事務所の現場マネージャーとして上京。しかし、しばらくは役者としてのキャリアに進展はなかった。
上京から半年が経った頃、大阪のスーツアクター会社に所属する知人に連絡を取ると、当時はまだ「知る人ぞ知る」程度の存在だが熱狂的なファンも増えてきていた「劇団スーパー・エキセントリック・シアター」を提案される。軽い気持ちでシアターグリーンでの公演を訪れるが、魅了され、終演後すぐに「ここで役者をやりたい」と考えるようになる。オーディションで得意のアクションを披露して合格。24歳のときであった。
間もなく座長の三宅裕司の人気となり、野添の後輩として岸谷五朗や寺脇康文が入るなど劇団が一気に勢いづくも、自身は長らくアルバイトで生計を立てる生活が続いた。
38歳の結婚を機に役者一本の決意をする。ちょうど堤幸彦が監督した『さよならニッポン! 南の島の独立宣言』（1995年）に端役で出演。これがきっかけとなって『ケイゾク/映画 Beautiful Dreamer』『世界の中心で、愛をさけぶ』などの堤作品への出演が増加。
ラサール石井によって志村けんとの相性の良さを見出され、ラサールが脚本・演出を担当する『志村魂』への出演を打診される。別の舞台があったためにすぐには実現せず、野添が初めて出演したのは50歳の時、2008年の『志村魂3』であった。ラサールの読み通り、2人の相性は好評で、最後の公演となった2019年の『志村魂14』まで出演し続けた（なお、この公演を三谷幸喜が観覧しており、『鎌倉殿の13人』への出演などに繋がることとなる）。

## 出演

### テレビドラマ

#### NHK
- 大河ドラマ
  - 琉球の風（1993年） - 五良 役
  - 新選組!（2004年） - 会津藩士
  - 西郷どん（2018年） - 松平忠固 役
  - いだてん〜東京オリムピック噺〜（2019年） - 河西栄一（河西昌枝の父） 役
  - 麒麟がくる（2020年） - 中条家忠 役
  - 鎌倉殿の13人（2022年） - 安達盛長 役[3][4]
- ゲームの達人（2000年、NHK衛星第1テレビジョン）
- 茂七の事件簿 ふしぎ草紙（2003年） - 新吉 役
- 天花（2004年）
- 風の果て（2007年） - 藤井庄六 役
- トップセールス（2008年） - 大澤源治 役
- 連続テレビ小説
  - 瞳（2008年） - 橋本昌弘 役
  - ゲゲゲの女房（2010年） - 河合峻三 役
  - エール（2020年） - 松田大佐 役
  - 虎に翼（2024年） - 浦野所長 役
- 桂ちづる診察日録（2010年） - 仙吉 役
- テンペスト（2011年） - 店主
- そこをなんとか（2012年） - 忠之
- 七つの会議（2013年）
- 三島屋変調百物語（2014年） - 甚右衛門 役
- 吉原裏同心（2014年） - 亀田満右衛門 役
- ダークスーツ（2014年） - 井澄卓司 役
- アオゾラカット（2017年） - 岡田俊夫 役
- 螢草 (葉室麟)（2019年） - 宮田笙兵衛 役
- 盤上の向日葵（2019年） - 菊田栄二郎 役
- やっぱりおしい刑事 第1回 (2021年3月7日、BSプレミアム・BS4K) - 山部正浩 役
- 一橋桐子の犯罪日記 第3話（2022年） - 村瀬春雄 役
- 作りたい女と食べたい女（2022年） - 坂井清 役
- 育休刑事 第7話（2023年） - 島田賢三 役
- 雲霧仁左衛門 第6シリーズ（2023年8月25日- 10月13日、BSプレミアム）- 中末吉 役
- 広重ぶるう（2024年4月27日、NHK BS）- 竹内孫八の兄（質屋） 役[5]
- 3000万（2024年） - 奥島誠吾 役[6]
- ドラマW ゴールデンカムイ -北海道刺青囚人争奪編- 第2話（2024年10月13日、WOWOW） - ニシン御殿の親方 役

#### 日本テレビ
- 金田一少年の事件簿（1995年9月） - 阿久津國夫
- ぼくらの勇気 未満都市（1997年） - 感染した自衛隊員
- レッツ・ゴー!永田町（2001年） - 関口
- 地獄少女（2006年） - 恩田信一郎
- プロゴルファー花（2010年） - 木下商事社長
- ホタルノヒカリ2第4話（2010年7月）
- シェアハウスの恋人（2013年） - 望月恵一
- 花咲舞が黙ってない 第2シリーズ（2015年） - 沢田茂
- 東京タラレバ娘（2017年） - 平山敏也
- 母になる（2017年） - ヒーさん
- 約束のステージ 〜時を駆けるふたりの歌〜（2019年） - 丸山義雄
- 火曜サスペンス劇場
  - 警視庁鑑識課（1996年5月14日）
  - 警部補 佃次郎4仮説の行方（1997年12月16日） - 上司
  - 刑事・鬼貫八郎13誰の屍体か（2001年8月28日） - もりやん（板橋区のタクシー運転手）
  - 弁護士・朝日岳之助22死者の人権（2004年12月14日） - 松林社長
- ゼイチョー ～「払えない」にはワケがある 第9話「地元を守る父娘と公務員の反撃！」（2023年12月16日） - みゆきの商店街自治会長 守谷哲明（蕎麦処「もりや」大将）
- GO HOME〜警視庁身元不明人相談室〜 第1話（2024年7月13日） - 御食事処「陣屋」店主 役

#### TBS
- ドラマ30 / のんちゃんのり弁 （1997年、CBC）
- 金田一耕助シリーズ トランプ台上の首（2000年） - 服部巡査 役
- 3年B組金八先生第6シリーズ 17話 （2002年） - 斉田
- 四谷くんと大塚くん/天才少年探偵登場の巻（2004年） - 湯川秀夫 役
- 世界の中心で、愛をさけぶ（2004年） - 中川顕良の父 役
- ドラゴン桜 (テレビドラマ)（2005年） - 奥野和彦 役
- 古代少女ドグちゃん（2010年） - ドカちん（妖怪・ドカコング） 役
- コドモ警察（2012年） - 鑑識
- 名もなき毒（2013年） - 杉村真一 役
- タンクトップファイター（2013年） - 安曇芳博 役
- 天魔さんがゆく 第1話（2013年） - 校務員
- アリスの棘（2014年） - 星野伸二 役
- 神の舌を持つ男（2016年） - 木村常吉（駐在） 役
- アンナチュラル（2018年） - 高野島健一 役
- DCU〜手錠を持ったダイバー〜（2022年） - 柳田 役
- オールドルーキー（2022年） - 原社長 役
- Get Ready! 第8話（2023年） - 護田事務長 役
- 月曜ドラマスペシャル
  - 「早乙女千春の添乗報告書7」（1998年） - 笠間裕司 役
  - 「税務調査官・窓際太郎の事件簿2」（1999年） - 香川敏夫 役
- 月曜ミステリー劇場
  - 「陰の季節5」（2003年） - 瀬島達彦 役
- 月曜名作劇場
  - 「犯罪資料館 緋色冴子シリーズ1」（2016年） - 友部政義 役
  - 「はぐれ署長の殺人急行3」（2018年） - 林刑事 役

#### フジテレビ
- 美少女仮面ポワトリン（1990年） - 怪盗917号
- うたう!大龍宮城（1992年） - トビウオ
- ディビジョン1（2004年） - トクダ
- 翼の折れた天使たち（2006年）
- 山おんな壁おんな（2007年） - 室田義男
- まるまるちびまる子ちゃん（2007年） - 居酒屋のオヤジ
- エゴイスト 〜egoist〜（2009年） - 渥美プロデューサー
- シバトラ〜童顔刑事・柴田竹虎〜（2009年）
- ヴォイス〜命なき者の声〜（2009年1月） - ヤマト電機の社長
- 不毛地帯 （2010年1月）
- わが家の歴史（2010年） - クラブの客
- リーガル・ハイ（2012年） - 山内光男
- ストロベリーナイト（2012年） - 松本治
- GTO（2012年） - 野村朋子の父
- ビブリア古書堂の事件手帖（2013年） - 池谷
- ミス・パイロット（2013年） - 佐藤寅雄
- ガリレオ 第2シーズン（2013年） - 門松信博
- 極悪がんぼ（2014年） - 五露巻一郎
- HERO（2014年） - 羽毛田次郎
- 銭の戦争（2015年） - 黄金沢猛
- サイレーン (漫画)（2015年） - 孤坂瞳の父
- コンフィデンスマンJP（2018年） - 川辺守夫
- 監察医 朝顔 第二シーズン（2020年） - 馬場医師
- 金曜プレステージ
  - 「女医・倉石祥子1」（2012年） - 野々村学
  - 「検事・霞夕子3」（2012年） - 小菅刑事
  - 「小京都連続殺人事件3」（2013年） - 羽田洋平
- グランマの憂鬱 第3話（2023年4月22日） - 坂下義男
- 新宿野戦病院 第7話（2024年8月14日） - 堀井英輝 役[7]

#### テレビ朝日
- 電磁戦隊メガレンジャー（1997年） - 大岩先生
- 女弁護士 朝吹里矢子5 小さな共犯者（1998年）
- 可愛いだけじゃダメかしら? 第8話（1999年3月1日） - 尾山源一
- プリズンホテル（1999年） - 安
- はぐれ刑事純情派 第12シリーズ（1999年） - 木村幸弘
- TRICK2（2002年） - 大道寺安雄
- 加藤家へいらっしゃい! 〜名古屋嬢っ〜（2004年） - 影丸 / 三ケ日源次
- てるてるあした（2006年） - 石原警察官
- 下北サンデーズ（2006年） - ハイロー
- 家族〜妻の不在・夫の存在〜（2006年） - 山田課長
- スシ王子!（2007年） - アーソー・國武会宮古島支部長
- 7人の女弁護士 最終回（2008年6月） -  刑事
- 四つの嘘（2008年8月7日） - 刑事
- 未来講師めぐる（2008年） - 杉田校長
- 悪党〜重犯罪捜査班（2011年） - 重松実
- Dr.伊良部一郎（2011年） - 下柳康男
- 遺留捜査 第6話（2011年5月18日）
- Answer〜警視庁検証捜査官（2012年） - 佐伯隆男 役
- 都市伝説の女（2012年） - 増沢重三
- DOCTORS2 最強の名医（2013年） - 大村清一
- 警視庁捜査一課9係 Season 8 第1話「捏造された殺人」（2013年7月10日） - 料理評論家
- アイムホーム 第3話（2015年4月30日） - 野沢家の親族
- 相棒
  - Season 10 第1話「贖罪」（2011年） - 小森俊幸
  - Season 11 第15話「同窓会」（2013年） - 吉村肇
  - Season 15 第12話「臭い飯」 （2017年） - 戸柱友一
- 家政夫のミタゾノ 第2シリーズ 第1話（2018年） - 久米島勉三
- dele（2018年） - 原田刑事
- 人類学者・岬久美子の殺人鑑定8（2019年6月27日） - 倉田俊郎
- 未解決の女 Season2（2020年） - 船橋栄一
- 警視庁・捜査一課長 2020（2020年） - 堤太蔵
- 七人の秘書 第1話（2020年10月22日） - 横井社長
- 土曜ワイド劇場
  - 「混浴露天風呂連続殺人21 五浦温泉〜那須殺生石〜塩原もみじ谷大吊橋 封印された親娘の謎 温泉刑事トリオVS混浴女子大生 聖域なき秘湯ツアー21」（2001年12月15日） - 下川勇
  - 「松本清張没後10年記念・張込み」（2002年3月2日） - 刑事
  - 「おかしな刑事1・伊勢志摩の真珠に秘められた謎の連鎖」（2003年8月23日）
  - 「鉄道捜査官5・殺意の函館本線、札幌〜函館」（2005年6月4日） - 山口警部
  - 「監察官・羽生宗一1・殺意の銃弾!! 交番巡査発砲事件に疑惑あり!! 迷子の子ネコちゃんの秘密」（2014年5月10日） - 丸田信一
- 日曜プライム
  - おかしな刑事 23（2020年7月19日） - 阿久津征二
- 遺留捜査 第6シーズン 第9話（2021年3月11日） - 石川保 役
- 封刃師 第6話（2022年2月20日、ABC） - 円哲 役
- 科捜研の女 Season21 第17話（2022年3月31日） - 磯島啓太郎 役
- おかしな刑事 26「年忘れ!!大感謝スペシャル」（2022年12月27日）- 白川儀助 役
- 18歳、新妻、不倫します。（2023年10月15日 - 12月18日） - 三条清十郎[8]

#### テレビ東京
- 映画みたいな恋したい（1993年）
- 女と愛とミステリー
  - 「警視庁心理分析捜査官・崎山知子2」（2004年） - 大垣伸一 役
- 水曜ミステリー9
  - 「多摩南署たたき上げ刑事・近松丙吉6」（2006年） - 岡島刑事 役
  - 「鉄道警察官・清村公三郎5」（2008年） - 笹本茂 役
- 孤独のグルメ（2012年） - 食堂のマスター
- 男と女のミステリー時代劇（2016年） - 五兵衛 役
- オー・マイ・ジャンプ! 〜少年ジャンプが地球を救う〜（2018年） - 金城文太 役
- 魔法×戦士 マジマジョピュアーズ! （2018年） - 喜吉三太 役
- スナック キズツキ（2021年）
- ウルトラマンブレーザー 第20話（2023年１２月2日） - ナグラショウゴ 役

#### 関西テレビ
- 白い春（2009年5月）
- まっすぐな男 （2010年） - 警官
- 逃亡弁護士 第7話（2010年8月17日）
- モンスター 第10話・最終話（2024年12月16日・23日） - 山下芳夫 役[9]
- パラレル夫婦 死んだ"僕と妻"の真実（2025年） - 平田実 役[10]

#### BS
- 68FILMS 東京少女（2004年、BS-i、BS-フジ）
- スケープゴート 第3話（2015年4月26日、WOWOW） - 皓子の選挙参謀
- 破門（2015年1月、BSスカパー!） - 稲田浩三
- ワカコ酒（2015年1月8日 - 3月26日 BSジャパンほか地上波放送） - ワカコの行きつけの店「逢楽」の大将（石田勝一） 
  - ワカコ酒 Season2（2016年1月8日 - 3月25日）
  - ワカコ酒 Season3（2017年4月7日 - 6月23日）
  - ワカコ酒 Season4（2019年1月7日 - 3月25日）
  - ワカコ酒 Season5（2020年4月7日 - 6月23日）
  - ワカコ酒 SP 飛騨酒蔵めぐり（2020年12月29日・12月30日）
  - ワカコ酒 Season6（2022年1月11日 - 3月29日）
  - ワカコ酒 Season7（2023年7月4日 - 9月19日）[11]
  - ワカコ酒 Season8（2025年1月9日 - 3月27日）[12]
  - ワカコ酒 Season9（2025年10月2日〈予定〉 - ）[13]
- 今夜はコの字で season 2 第3話 (2022年4月24日、BSテレ東) - 金町「大力酒蔵」の常連客であるクリーニング屋の社長[14]
- 広重ぶるう（2024年3月23日、NHK BSプレミアム4K）[15]

#### その他
- はぐれ鴉（2025年7月22日、テレビ大分） - 平兵衛 役[16][17]

### テレビアニメ
- おねがいマイメロディ（夢野すずの父）
- CØDE:BREAKER（紅炎の異能者）
- 蟲師（骨董店の店主）

### 人形劇
- 西遊記外伝 モンキーパーマ（2013年、制作：tvk、テレ玉、チバテレ、郡テレ、とちテレ、MTV、KBS京都、サンテレビ、OHK、ひかりTV（モンキーパーマ制作委員会）） - 男権妖怪・魔素裸男

### その他の番組
- ウッチャンナンチャンのやるならやらねば!（1993年、フジテレビ）
- 出社が楽しい経済学（2009年1月10日-3月、10月-12月、NHK教育、NHK総合） -　居相田司郎
- NHK高校講座 ベーシック国語（2013年4月16日 - 2017年2月28日、NHKEテレ）
- 趣味どきっ!「たちまちスマホの達人」①・②（①・2023年4月 - 5月、②・6月 - 7月、NHK教育） - レギュラー生徒

### 映画
- BUGS（1997年） - 渡辺慶太
- ケイゾク/映画 Beautiful Dreamer（2000年） - 仁平智
- 仮面学園（2000年） - 松村刑事
- ピカ☆ンチ LIFE IS HARDだけどHAPPY（2002年） - 菅原洋二
- 明日の記憶（2006年） - 忠男叔父さん
- 大帝の剣（2007年）
- 包帯クラブ（2007年） - 警官
- 自虐の詩（2007年） - パチンコ屋店員
- 銀幕版 スシ王子! 〜ニューヨークへ行く〜（2008年） - アフリカの空港職員
- 20世紀少年 -第2章- 最後の希望（2009年） - ノゾエ
- 白夜行（2011年）
- はやぶさ/HAYABUSA（2011年） - 自治会の田中
- 日輪の遺産（2011年） - 森赳
- 劇場版 SPEC〜天〜（2012年） - 村瀬健八
- 黒執事（2014年）
- 薔薇色のブー子（2014年） - 米農家の山下さん
- 女子ーズ（2014年）
- 真田十勇士（2016年） - 柳生宗矩
- ディア・ファミリー（2024年）- 中村（工員）役
- アンダーニンジャ（2025年） - 講談高校の教頭 役[18]
- トリリオンゲーム（2025年） - 原田村長 役

### 舞台
- ウッディシアター中目黒１０周年記念公演「ウェルカム・ホーム」（2007年4月）[19]
- 『歌謡シアター ラムネ』 〜木綿のハンカチーフ〜（2008年）
- 志村けん一座公演『志村魂3』（2008年）
- 琉球ロマネスク テンペスト（2011年）
- 日本テレビ開局60年記念舞台「真田十勇士」（2014年・2016年） - 柳生宗矩 役
- ドン・ドラキュラ（2015年4月）
- 熱いぞ!猫ヶ谷!!（2016年3月）
- 日本テレビ開局65年記念舞台「魔界転生」（2018年・2021年4月） - 内藤主膳 役[20]
- 海の音楽劇『プリンス・オブ・マーメイド2022』～海からの2000年後のおくりもの～（2022年8月）[21]
- 呪怨 THE LIVE（2023年8月） - 吉川刑事 役
- 日本テレビ開局70年記念舞台「西遊記」（2023年11月 - 2024年1月） - 太白金星 役
- タカハ劇団 第20回公演「他者の国」（2025年2月）[22]

### オリジナルビデオ
- 電磁戦隊メガレンジャーVSカーレンジャー（1998年、東映ビデオ） - 大岩先生

### ウェブドラマ
- 日本をゆっくり走ってみたよ　～あの娘のために日本一周～（2017年 - 2018年、Amazonプライム・ビデオ） - キャンプ場の主人
- アワーホーム(水間鉄道ドラマ制作委員会)
- MALICE（2023年9月14日、U-NEXT） - 星野弘臣 役[23]

### ゲーム
- アナザー・マインド（1998年、スクウェア） - 向井正三 役